# Davide Biraschi
Davide Biraschi, né le 2 juillet 1994 à Rome, est un footballeur italien qui évolue au poste de défenseur central à Frosinone Calcio.

## Biographie

### En club
Formé dans le club de Pomezia, il rejoint l'US Grosseto FC en 2011.

### En sélection
Davide Biraschi reçoit cinq sélections avec les espoirs italiens. Il joue son premier match avec les espoirs le 2 juin 2016, en amical contre l'équipe de France (défaite 0-1).
En juin 2017, il participe au championnat d'Europe espoirs organisé en Pologne. Lors de cette compétition, il doit se contenter du banc des remplaçants. L'Italie s'incline en demi-finale face à l'Espagne.